# Leonardo Torres Quevedo
Leonardo Torres Quevedo, född 28 december 1852 i Santa Cruz de Iguña, Molledo, Kantabrien, död 18 december 1936 i Madrid, var en spansk civilingenjör, matematiker och uppfinnare.
Torres Quevedo var en produktiv uppfinnare och ett mekaniskt geni för sin tid. Han åtnjöt stor teknisk och vetenskaplig prestige tack vare sina internationella patent inom ett flertal områden, såsom transbordador, luftskepp och fjärrkontroll. Hans pionjärarbeten inom automationen gjorde internationellt avtryck: hans apparater nämns som föregångare till cybernetik, analoga beräkningar och informatik.
Torres Quevedo var också en framstående esperantist.